# Gabriela Nouzeilles
Gabriela Nouzeilles és catedràtica del Departament de Llengua i Cultura Espanyola i Portuguesa de la Universitat de Princeton. Especialitzada en literatura moderna, en la cultura de l'Amèrica Llatina, en teoria crítica, en mitjans de comunicació i modernitat i en literatura de viatge. Va ser fundadora i editora executiva de la revista Nepantla. Views from South, publicada per Duke University Press. És autora dels llibres Somatic Fictions: Naturalism, Nationalism, and Medical Politics of the Body (2000) i Other Places: Patagonia and the Production of Nature. És també editora de La naturaleza en disputa. Retóricas del cuerpo y el paisaje (2002), i coeditora de The Argentina Reader. History, Culture, and Politics (2003) i La memoria insastifecha. Ha publicat diversos assaigs de temàtiques variades com el delicte i l'estètica, viatges alternatius, paisatge i fotografia, i memòria i cinema.